# Cafenea pariziană

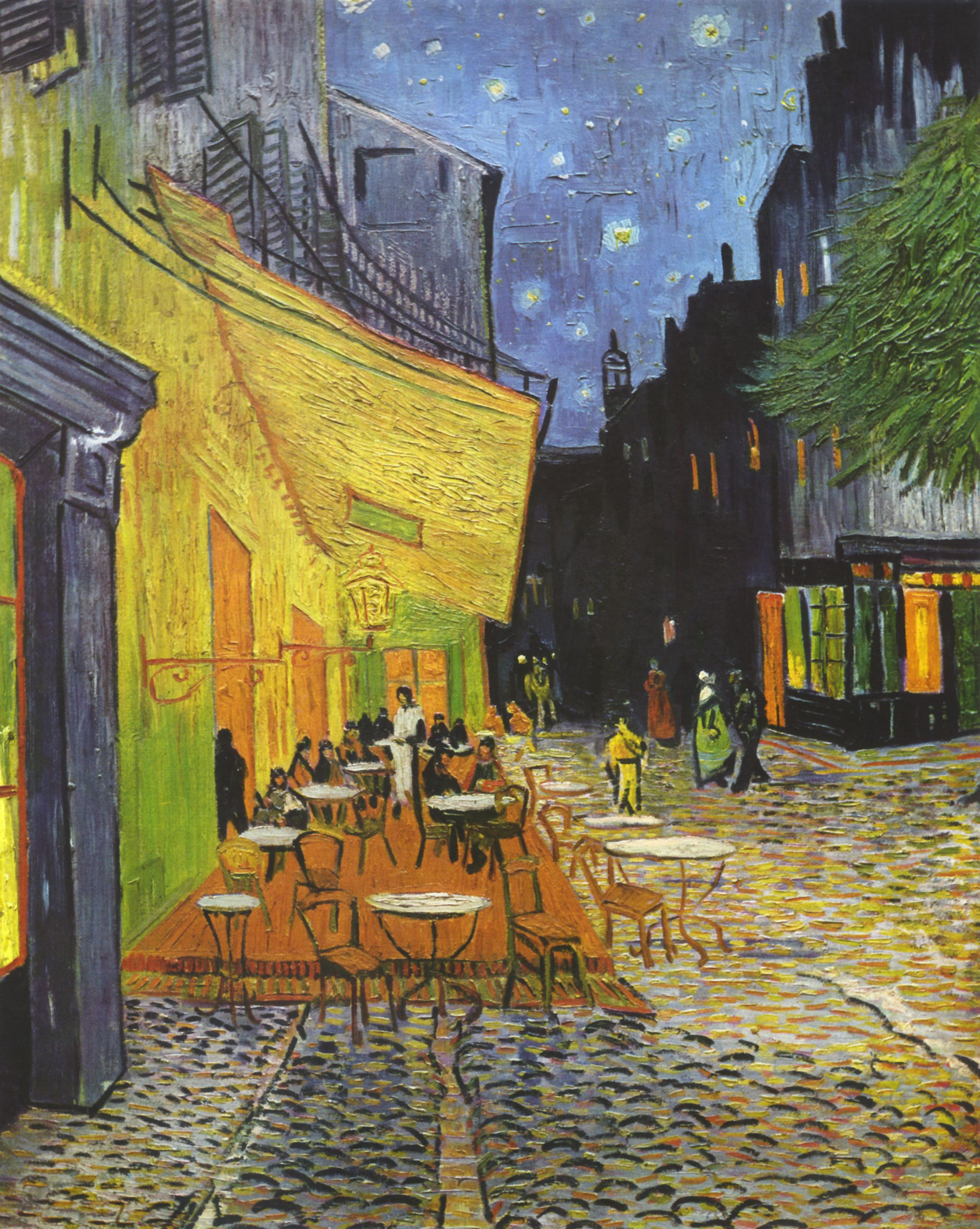
Terasa Cafenelei Noaptea de Vincent Van Gogh

Cafeneaua pariziană deservește ca un centru social și culinar al vieții în Paris. Aceasta și-a schimbat înfățișarea de la un secol la altul, cea mai veche cafenea pariziană în funcțiune fiind Procope Café, din Rue Ancienne Comédie 13, și datează din 1686.
Cafenelele pariziene nu sunt, însă, magazine de cafea. Ele sunt, în general, un fel de restaurante, cu meniuri, mese pentru orice moment al zilei, un bar complet și chiar o selecție de vin.

## Scop
Cafenelele pariziene sunt locuri de întâlnire și de conversație, de rendez-vous, un loc de relaxare sau realimentare în urma stresului politic și social din oraș. Acestea cristalizează chintesența pariziană a șederii nemișcat timp de câteva ore, privind lumea care trece. 

## Cafenele cunoscute
Unele dintre cele mai cunoscute cafenele pariziene includ Café de la Paix, Les Deux Magots, Café de Flore, Fouquet Le, Le Deauville, precum și un nou val reprezentat de Café Beaubourg, Publicis și multe altele.